# Cephalocrotonopsis socotranus
Cephalocrotonopsis socotranus is een plantensoort uit de wolfsmelkfamilie (Euphorbiaceae). De soort staat op de Rode Lijst van de IUCN geklasseerd als 'kwetsbaar'.
De soort komt voor op het bij Jemen behorende eiland Socotra. Hij groeit daar in submontane semi-bladverliezende bossen en struikgewas in het Haggeher-gebergte, meestal rond de voet van granieten toppen.

## Synoniemen
- Cephalocroton socotranus Balf.f.